# Мали Мај
Мали Мај (итал. Villaggio di Maggio) је до 2001 је било насељено место у унутрашњости Истарске жупаније у Републици Хрватској. Административно је било у саставу Града Пореча.
Године 2001. је припојено насељу Пореч.

## Становништво
Према задњем попису становништва из 2001. године у насељу Мали Мај није било становника.
Кретање броја становника по пописима 1857—2001.
| Националност   | 1857. | 1869. | 1880. | 1890. | 1900. | 1910. | 1921. | 1931. | 1948. | 1953. | 1961. | 1971. | 1981. | 1991. | 2001. |
| бр. становника | 0     | 0     | 0     | 73    | 90    | 95    | 0     | 0     | 95    | 54    | 39    | 62    | 81    | 117   | 0     |

Напомена:Од 1857. до 1880. те у 1921. и 1931. подаци су садржани у насељу Вели Мај. У 2001. припојено насељу Пореч. 